# Tegnsprogstolk
Tegnsprogs- og skrivetolke bruges af døve, døvblevne og svært hørehæmmede.
Tolken tolker alt fra dansk tale til tegnsprog og omvendt fra tegnsprog til tale. Tolken kan tilpasse sin tolkning til modtageren, så fx en hørehæmmet, der ikke kan tegnsprog til fulde men benytter sig af tegnstøttet kommunikation, får en tolkning, der ligger op ad den ønskede kommunikationsform. Det kan fx være, at tolken i højere grad benytter sig af mundhånd-system (MHS) eller lægger sig tættere op ad den danske grammatik end ad tegnsprogsgrammatikken.
Tegnsprogstolken tolker simultant, altså samtidig med den som taler, i modsætning til konsekutiv tolkning, hvor især fremmedsprogstolke venter, til en sætning er talt færdigt, før han eller hun oversætter til modtagersproget.
I de fleste situationer, hvor døve bruger tolk, bliver denne betalt af det offentlige ifølge Forvaltningsloven og Sundhedsloven eller Lov om tolkning til personer med hørehandicap samt Bekendtgørelse om tolkning til personer med hørehandicap.
En tegnsprogstolk tolker så loyalt og neutralt som muligt og arbejder naturligvis under tavshedspligt.
Der findes flere, større tegnsprogstolkeudbydere i Danmark, samt flere selvstændige tegnsprogstolke landet over, og loven giver den enkelte døve ret til at bestille den tolk, han eller hun føler sig mest tryg ved.